# Nova Aurora (Paraná)
Nova Aurora is een gemeente in de Braziliaanse deelstaat Paraná. De gemeente telt 11.636 inwoners (schatting 2009).

## Aangrenzende gemeenten
De gemeente grenst aan Assis Chateaubriand, Cafelândia, Corbélia, Formosa do Oeste, Iracema do Oeste, Jesuítas, Quarto Centenário, Tupãssi en Ubiratã.